# Iwan Wendzyłowycz
Iwan (Jan) Łukycz Wendzyłowycz (ur. 1807 w Krempnej, zm. 21 listopada 1885 w Tarnawie Wyżnej) – ukraiński (Rusin) malarz i rzeźbiarz. Podpisywał się jako Joan Wędziłowicz.

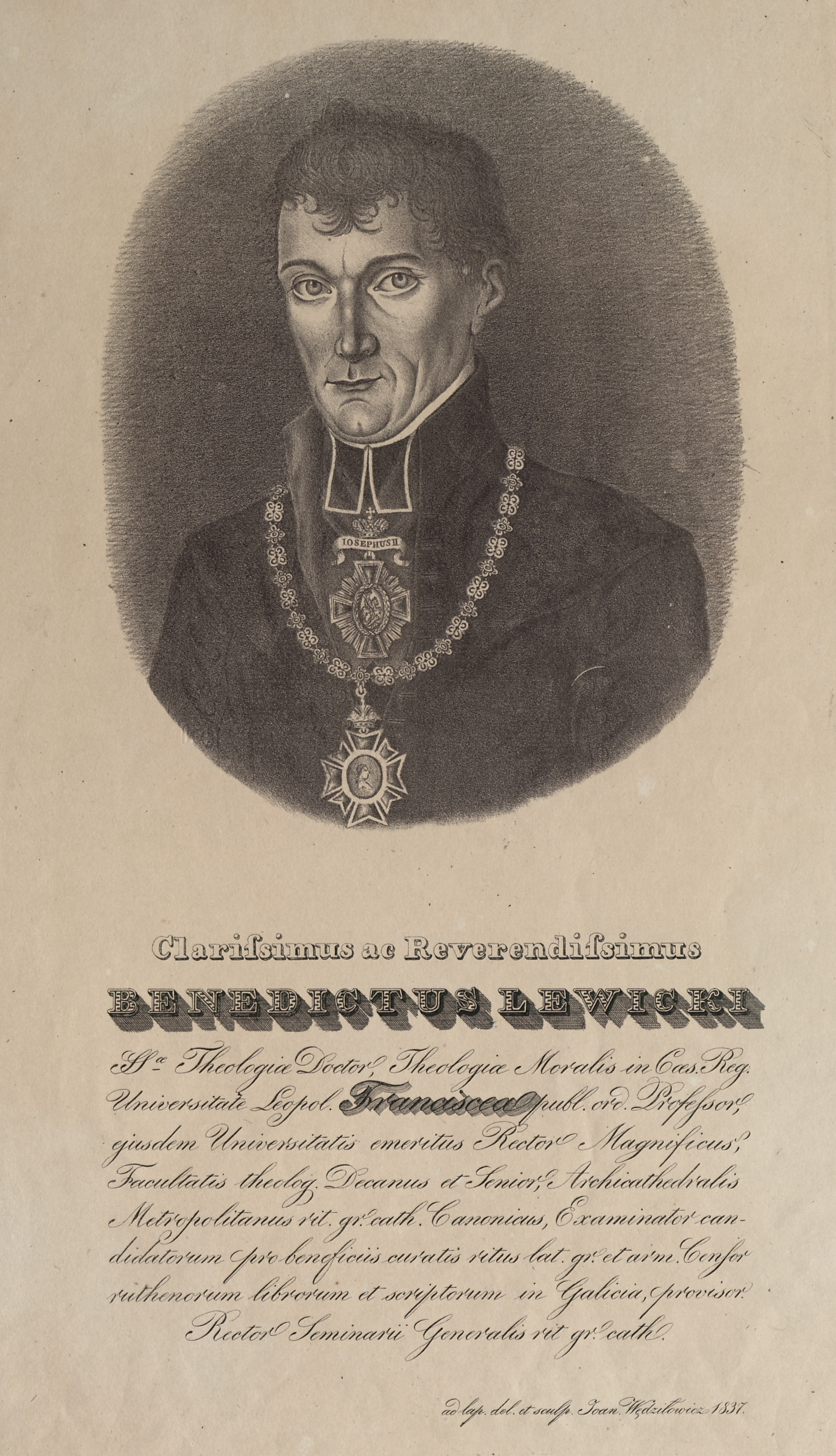
Rudolf Benedykt Lewicki na grafice autorstwa Joana Wędziłowicza

## Życiorys
Studiował w seminarium duchownym we Lwowie. Podczas powstania w 1831 był zaangażowany w działalność konspiracyjną, w 1834 został aresztowany, ale z braku dowodów zwolniono go bez procesu sądowego. W 1854 otrzymał święcenia kapłańskie, a następnie otrzymał probostwo w Tarnawie Wyżnej, gdzie mieszkał do końca życia.

## Twórczość
Był samoukiem, autorem malowideł o charakterze religijnym i świeckim. Jego autorstwa jest obraz przedstawiający św. Annę, umieszczony w ołtarzy kościoła św. Bartłomieja w Drohobyczu. Ponadto malował portrety polskich królów, powstańców listopadowych oraz obrazy o charakterze militarnym, z których część powstała na zamówienie Ossolineum we Lwowie.